# Lerista xanthura
Lerista xanthura är en ödleart som beskrevs av  Storr 1976. Lerista xanthura ingår i släktet Lerista och familjen skinkar. Inga underarter finns listade i Catalogue of Life.